# Пукеній-Марі
Пукеній-Марі (рум. Puchenii Mari) — село у повіті Прахова в Румунії. Адміністративний центр комуни Пукеній-Марі.
Село розташоване на відстані 42 км на північ від Бухареста, 13 км на південь від Плоєшті, 99 км на південь від Брашова.

## Населення
За даними перепису населення 2002 року у селі проживали 1425 осіб, усі — румуни. Усі жителі села рідною мовою назвали румунську.